# Eberhard Harzer
Eberhard Josef Harzer (21. května 1887 Háje u Horní Blatné – 2. listopadu 1949 klášter Raitenhaslach, Bavorsko) byl v letech 1943–1949 (fakticky pouze do roku 1945) v pořadí 47. opatem cisterciáckého kláštera v Oseku u Duchcova.

## Život

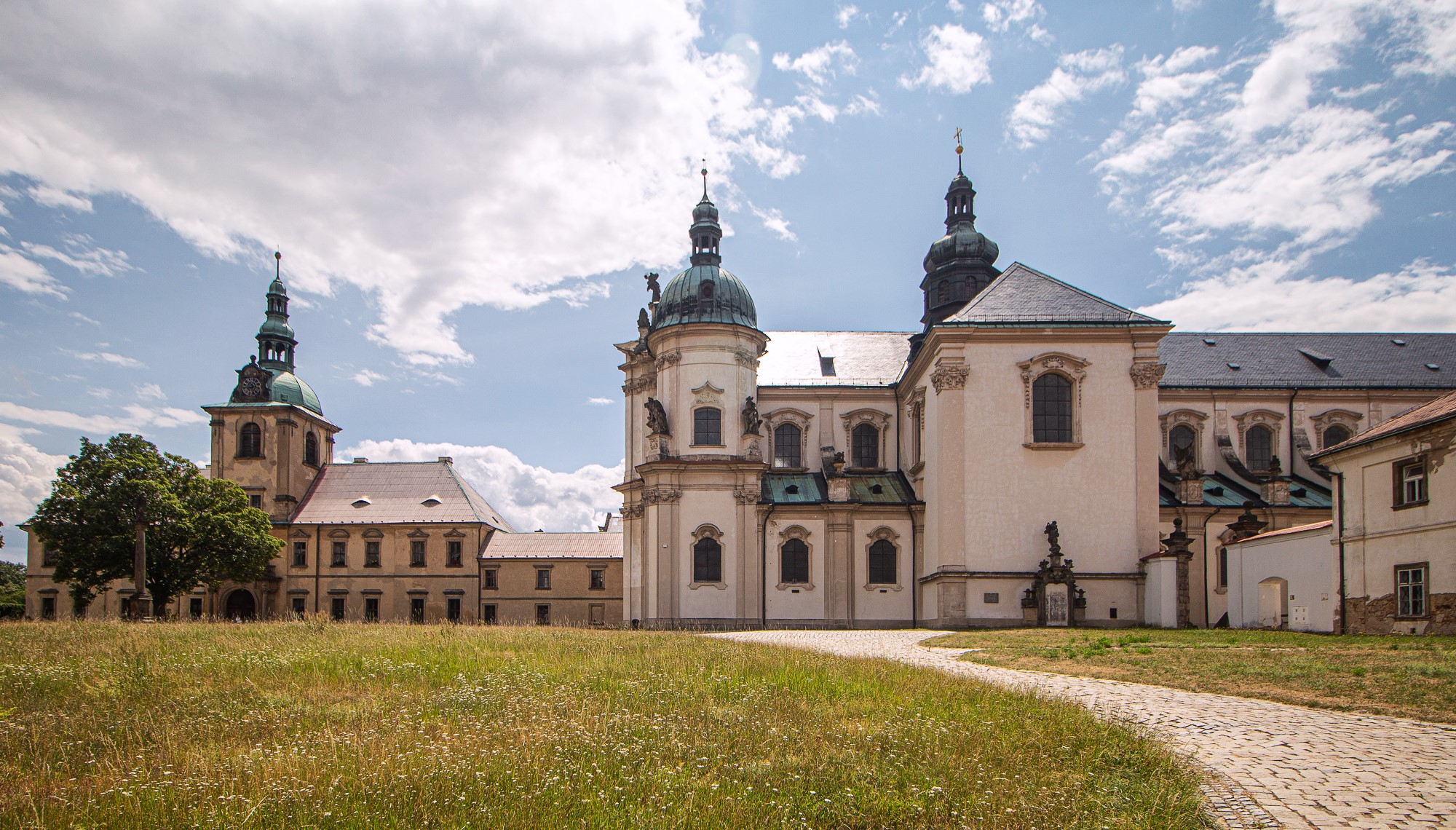
Cisterciácký klášter v Oseku

Narodil se v Hájích u Horní Blatné a v roce 1908 vstoupil v Oseku do cisterciáckého řádu. Po kněžském svěcení, které mu bylo uděleno v roce 1913, působil jako farář v Mariánských Radčicích a poté jako profesor na gymnáziu v Mostě. Po smrti oseckého opata Scharngla byl komunitou zvolen na jeho místo, a 26. července 1943 přijal opatskou benedikci.
V roce 1945 byl opat internován v internačním táboře v Libkovicích, správu kláštera předal českému cisterciákovi, P. Zikmundu Janu Kapicovi, kterého jmenoval převorem. V roce 1946 byl dokonce uvězněn za údajný pokus o zcizení zlatých předmětů.
V říjnu 1945 byla německá část oseckého konventu odsunuta do Německa, čeští cisterciáci zůstali na farách, a areál oseckého kláštera byl předán salesiánům. Opat Harzer obdržel v říjnu 1946 povolení vycestovat z republiky. Usadil se v klášteře Raitenhaslach u bavorského Pasova. Jeho pokus shromáždit v tomto klášteře německé osecké cisterciáky však ztroskotal. V Raitenhaslachu strávil opat Harzer celý zbytek života. Zemřel zde v roce 1949.
Němečtí cisterciáci z Oseka se po čase usadili v Langwadenu, odkud po desetiletích vzešel další osecký opat, Jindřich Bernhard Thebes, který po roce 1990 vrátil do Oseka život mnišské komunity.